# 1781
Năm 1781 (MDCCLXXXI) là một năm thường bắt đầu vào thứ hai theo lịch Gregory (hoặc năm thường bắt đầu vào thứ sáu theo lịch Julius chậm hơn 11 ngày).